# Andovce
Andovce (in ungherese Andód, in tedesco Andelsdorf) è un comune della Slovacchia facente parte del distretto di Nové Zámky, nella regione di Nitra.